# Weekend (película de 2011)
Weekend es una película de género romántico y temática LGBT dirigida por Andrew Haigh. Estrenada en 2011 el reparto está encabezado por Tom Cullen y Chris New quienes encarnan a una pareja de hombres que, tras conocerse en un local de ambiente, mantienen una intensa relación sexual y amorosa durante un fin de semana antes de que uno de ellos se marche al extranjero. La película obtuvo una positiva repercusión en las taquillas de Reino Unido y Estados Unidos y, en general, críticas positivas de la prensa especializada.

## Argumento

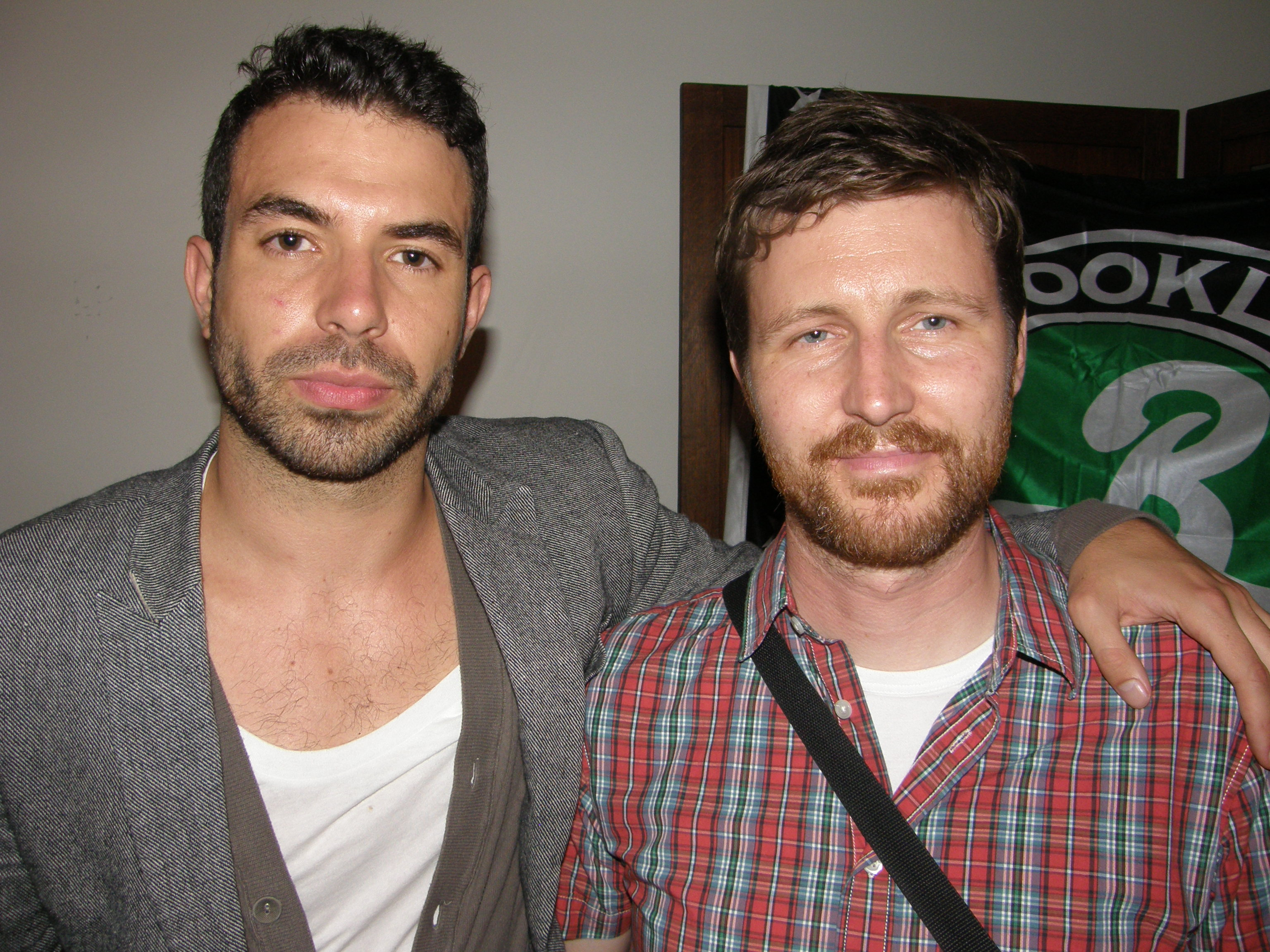
El actor Tom Cullen (izda.) encabeza el reparto de, escrita y dirigida por Andrew Haigh (dcha.)

En Nottingham, un viernes por la noche, Russell (Cullen) asiste a una fiesta en casa de sus amigos, anticipo de la fiesta que el domingo Jamie (Race), su mejor amigo, ha organizado para el cumpleaños de su hija. Russell, pretextando estar cansado, se marcha pronto de la reunión pero decide acabar la noche en un bar gay, solo, esperando conocer a alguien. Justo antes del cierre conoce a Glen (New), un estudiante de arte, y tras unos juegos de seducción acaban juntos en el apartamento de Russell donde mantienen relaciones sexuales. 
A la mañana siguiente, Glen le pide a Russell que le relate su experiencia de la noche anterior en una grabadora de voz para un proyecto de arte en que está trabajando. Russell es más tímido y reservado que Glen y ambos confrontan sus puntos de vista sobre el sexo y las relaciones casuales. Cuando Russell termina de hablar, ambos intercambian sus números de teléfono y Glen se marcha del apartamento. A continuación, Russell escribe a solas una reseña sobre su encuentro con Glen en su ordenador algo que se sobreentiende que hace cada vez que tiene un encuentro.
Russell acude a la piscina donde trabaja como socorrista. Es una aburrida mañana hasta que recibe un mensaje en el móvil de Glen quien le propone recogerlo a la salida. Ambos hombres se reúnen y comienzan a hablar sobre sus trabajos, sus aspiraciones o su pasado y comparten un paseo en bicicleta en dirección al apartamento de Russell. Glen explica que su proyecto artístico consiste en explorar la brecha entre quiénes son y cómo se muestran las personas cuando conocen a alguien por primera vez. Russell por su parte desvela que, al ser huérfano, no sabe cómo fueron sus padres ya que creció en casas de acogida junto a su mejor amigo Jamie. 
A medida que profundizan en sus confesiones ambos mantienen relaciones. Glen, a punto de marcharse, le indica a Russell que en este momento de su vida no puede plantearse una relación ya que se mudará a Oregón el día siguiente para continuar su formación en un curso de arte de dos años. Ambos están visiblemente molestos por la situación pero se comportan cariñosamente. Glen decide invitar a Russell a su fiesta de despedida que se celebrará esa noche en un bar. 
Pese a sus dudas Russell acude a la despedida. Mientras Glen está discutiendo sobre heteronormatividad con el dueño del bar, Russell conoce a los amigos más cercanos de Glen, en especial a su compañera de piso Jill (Freeman). Esta revela a Russell que, a diferencia del resto, nunca llegó a escuchar la grabación que le hizo a Glen. En secreto le indica que ella y sus amigos no creen que Glen continúe con su planeado viaje a Estados Unidos lo que motiva que hayan iniciado una apuesta. También desvela que Glen mantuvo una relación con un chico llamado John, que le fue infiel y fue atacado en un parque poco antes de que la relación terminara, y desde entonces Glen anunció a sus amigos que "no quería novios". 
Russell y Glen salen del bar, dejando a los amigos de Glen, y se dirigen a una fiesta cercana. Glen admite que está emocionado con la posibilidad de marcharse al extranjero ya que él siente que sus amigos aquí "lo han retenido". Después de disfrutar en el parque se dirigen al apartamento de Russell y juntos fuman marihuana y consumen cocaína. Ya en casa Russell afirma que, al igual que el proyecto de arte de Glen, él ha estado registrando sus experiencias de manera privada en su ordenador. Lee algunas de sus entradas a Glen, momento en el que se conoce que uno de los hombres con los que Russell había dormido había sido John, el exnovio de Glen. Ambos comienzan a discutir sobre por qué las organizaciones LGBT luchan por el reconocimiento del matrimonio igualitario algo a lo que Glen se opone con firmeza. Russell se enfrenta a Glen diciéndole que él opina que perdió la fe en las relaciones a causa de su mala historia con John. Glen, reprendiéndole, le dice que las relaciones no son tan sencillas y que, aunque cree que Russell sería un novio increíble, él no quiere uno ahora. Russell, molesto, se marcha al baño. Al volver se reconcilian, comparten un tierno beso y hacen apasionadamente el amor esa noche.
El domingo por la mañana ambos hombres se despiertan y charlan en la cama. Russell comienza a hablar de la autoconciencia, de cómo es ser gay en sociedad y de la dificultad de salir del armario en una familia porque, en su caso, no tuvo unos padres que lo escucharan. Glen deduce que la razón por la que Russell mantiene un registro de sus encuentros amorosos es por su fascinación ante cómo la gente afronta la homosexualidad en su entorno. Glen entonces finge ejercer el rol de padre de Russell dándole la oportunidad de, finalmente, salir del armario. Glen advierte que se acerca la hora de tomar el tren, esa misma tarde, mientras que Russell tiene el compromiso de asistir a la fiesta de cumpleaños de la hija de Jamie. A punto de marcharse del apartamento Russell busca una manera correcta de decirle adiós a Glen pero este lo rechaza y se despide con un beso. 
Ya en la fiesta de cumpleaños Russell hace un débil intento de estar al tanto de lo que sucede pero está claramente distraído y triste. Jamie logra persuadir a Russell para que le diga sus preocupaciones aunque ambos amigos no suelen hablar de esta parte de la vida íntima de Russell. Cuando Russell le explica su angustia por todo lo que ha sucedido el fin de semana, Jamie se ofrece a llevar a Russell a la estación de tren para que ambos hombres se puedan despedir. Russell llega a tiempo a la estación y se encuentra con Glen en el andén. Mientras los dos esperan la salida del tren Russell se esfuerza por transmitir a Glen lo mucho que su encuentro fortuito le ha significado. Glen impide que siga hablando justo cuando él mismo empieza a contener las lágrimas. Se besan en público, algo que Russell por su timidez no suele hacer, y Glen le da un regalo etiquetado como "Russell el socorrista" al no recordar su apellido. Con un último beso Glen coge el tren. 
Más tarde, mirando por la ventana de su apartamento, Russell abre el regalo: la grabadora de voz que Glen había utilizado la mañana del sábado con una cinta en su interior. Presionando el botón de reproducción Russell comienza a escucharse a sí mismo comenzar a contar lo que fue el comienzo de un fin de semana inolvidable.

## Reparto
- Tom Cullen - Russell
- Chris New - Glen
- Jonathan Race - Jamie
- Laura Freeman - Jill
- Loreto Murray - Cathy
- Jonathan Wright - Johnny
- Sarah Churm - Helen
- Vauxhall Jermaine - Damien
- Joe Doherty - Justin
- Kieran Hardcastle - Sam
- Mark Devenport - Hombre hetero en el bar
- Steve Blackman - Hombre hetero en el bar
- Julius Metson Scott - Paul
- Martin Arrowsmith - Martin
- Caroline Woolley - Chica en la fiesta
- Caroline Cawley - Chica en la fiesta

## Recepción
Weekend ha obtenido críticas mayoritariamente favorables tanto en los portales de información cinematográfica como entre la crítica especializada. En IMDb obtiene una puntuación de 7,7 sobre 10 basándose en 22.203 votos. Los usuarios de FilmAffinity España, con 3.265 votos, la valoran con un 7,2 sobre 10. En el caso del portal Rotten Tomatoes sus críticos otorgan una casi unanimidad del 95 sobre 100 de "frescura" y los votos de la audiencia le otorgan un 86 sobre 100 de valoraciones positivas. Metacritic le otorga una valoración positiva de 81 sobre 100, otorgándole la posición 32 en la relación de mejores películas del año.
Jordi Costa, en su crítica publicada en el diario El País del 28 de febrero de 2013, reseña que "Weekend es una película sobresaliente que, a primera vista, no parece una obra únicamente dirigida al público gay: habla de algo tan universal como el amor y de las subterráneas corrientes emocionales que acaban convirtiendo el ligue de una noche en algo que, cuaje o no, acabará resonando en el futuro. La homosexualidad y su representación no son el tabú a superar, pero la película acaba revelando, sutilmente, su carácter reivindicativo al señalar con el dedo la asumida homofobia en nuestros protocolos de comportamiento".
Sergi Sánchez, en el diario La Razón, indicaba el 1 de marzo de 2013 que "la belleza de «Weekend» no está tanto en la descripción de un romance con fecha de caducidad sino en la sutileza con que Haigh hace que emerja de las elipsis. Es ejemplar el modo en que elude o muestra las escenas de sexo.(...) la intimidad empieza a hervir, al calor de las confesiones de dos personas que afrontan su soledad desde lugares emocionales diametralmente opuestos. Porque esta es una película sobre cómo el amor define nuestra identidad, hecha desde una humildad desarmante".
Federico Marín Bellón, en el diario ABC del 1 de marzo de 2013, indica "frente a los tópicos habituales del cine romántico, cómico o no, este drama depara alguna sorpresa apreciable. Andrew Haigh esculpe sin artificios la efímera relación de fin de semana entre dos jóvenes".
Finalmente destaca la opinión de Manuel Yáñez Murillo en la revista Fotogramas que otorga 3 estrellas de 5 a la película aunque sus lectores le otorgan una puntuación de 4 sobre 5: "con habilidad para encadenar momentos aparentemente insustanciales, Andrew Haigh elabora una delicada tela de araña sentimental. Un dueto intimista que funciona mejor cuando se viste de juego romántico que cuando exhibe de forma algo didáctica su subtexto: la denuncia de la hipocresía social que aún rodea a la libertad sexual".

## Premios
La película ha obtenido 20 premios y 21 nominaciones en diferentes galas y entregas de premios, especialmente en festivales de temática LGBT como los de San Francisco, Milán o el Outfest de Los Ángeles. De entre todos ellos destacan los dos premios obtenidos en la edición de 2011 de los Premios del Cine Independiente Británico: Tom Cullen se alzó con el premio al debutante más prometedor y al mejor logro en el diseño de producción.